# Lucas Thiéfaine
Lucas Thiéfaine est un guitariste, batteur et producteur français, né le 2 mai 1993.

## Biographie
Il est le fils de l'auteur-compositeur-interprète Hubert-Félix Thiéfaine. Il accompagne son père sur scène occasionnellement depuis 2006, en tant que batteur ou guitariste, et finit par rejoindre ses musiciens en tant que guitariste en 2015. Il a également coréalisé son album de 2014 Stratégie de l'inespoir, et entièrement réalisé celui de 2021, Géographie du vide.

## Discographie, vidéographie
- 2012 : Hubert-Félix Thiéfaine, Homo Plebis Ultimae Tour (album live), Columbia/Sony Music[3]
- 2012 : Hubert-Félix Thiéfaine, Homo Plebis Ultimae Tour (Blu-ray live), Sony Music
- 2014 : Hubert-Félix Thiéfaine, Stratégie de l'inespoir (album), Sony Music, Columbia
- 2015 : Mazarin, La Croisée des chemins (album), At(h)ome
- 2016 : Hubert-Félix Thiéfaine, VIXI Tour XVII (album live)
- 2016 : Hildebrandt, Les Animals (album), At(h)ome
- 2019 : Hubert-Félix Thiéfaine, 40 Ans de chansons sur scène (album live), Sony Music/Columbia